# Чертижне
Чертіжне (Чертижне) (словац. Čertižné) — село в Словаччині, Меджилабірському окрузі Пряшівського краю. Розташоване в північно-східній частині Словаччини біля кордону з Польщею.

## Назва
Старожили посилаючись на знищену хроніку розповідають про пана, який вирушив на полювання із слугою, якого звали Чертеж. Пан попросив слугу, щоб ввечері по нього повернувся. Потемніло і слузі біля дерева привіділася дика свиня, вистрелив і випадкого вбив пана. Слугу судили але звільнили, бо не вбив пана нароком. Від імені слуги назвали село Чертижним.

## Географія
Село розташоване в північній частині східної Словаччини біля польського кордону, у північній частині Низьких Бескидів в долині річки Лаборець біля її джерела. Також протікає річка Чертижнянка.
На півночі межує з польським кордоном та селом Яслиська, на сході та півдні з селом Габура, на заході з селом Дрічна, яке належить до кадастру села Владича. На південь веде єдина дорога з асфальтовим покриттям до окружного центру, на північ польова дорога через покинуті села Черемха та Липовець до Яслиськ.
Висота в центрі села 452 метрів, в кадастрі від 420 до 830 метрів над рівнем моря.

## Історія
Давнє лемківське село. Уперше згадується у 1431 році.

## Пам'ятки
У селі є греко-католицька церква Вознесіння Господнього з 1928 року з дерев'яним вівтарем з початку 18 століття. Біля церкви є цвинтар, на якому поховані Адольф Добрянський (встановлена пам'ятна надмогильна плита), Юлій Ставровський-Попрадов, Іріней Ханат, Василь Зозуляк та інші.
У селі є також руїни господарської будівлі садиби Добрянських з початку 19 століття в стилі класицизму.
Навпроти корчми знаходиться історична будівля, колишня станція жандармів, на якій встановлена пам'ятна дошка про Чертижнянсько-габурський бунт з 14 березня 1935 року. У минулому в будівлі була пам'ятна кімната, яку пізніше перенесено в сусідню Габуру.
В кадастрі села розташованих п'ять військових цвинтарів з Першої світової війни з 1914-1915 років та один єврейський цвинтар, частково реконструйований.

## Населення
| Рік:            | 1994. | 2004.    | 2014.    | 2024.    |
| --------------- | ----- | -------- | -------- | -------- |
| Кількість осіб: | 484   | 408      | 346      | 304      |
| Різниця:        |       | -15,70 % | -15,19 % | -12,13 % |

| Рік:            | 2023. | 2024. |
| --------------- | ----- | ----- |
| Кількість осіб: | 304   | 304   |
| Різниця:        |       | +0 %  |

У селі проживає 340 осіб.
Національний склад населення (за даними останнього перепису населення — 2001 року):
- русини — 64,85 %
- словаки — 29,69 %
- українці — 2,61 %
- чехи — 0,95 %

Склад населення за приналежністю до релігії станом на 2001 рік:
- греко-католики — 80,05 %,
- римо-католики — 8,08 %,
- православні — 5,94 %,
- не вважають себе віруючими або не належать до жодної вищезгаданої церкви — 2,85 %.

## Відомі постаті
В селі народилися:
- Зозуляк Василь Васильович (1909—1994) — письменник,
- Павло Маркович (1924) — художник, етнограф, доцент Пряшівського університету ім. П. Шафарика, заслужений вчитель
- Ілля Галайда (1931—2017) — український поет, прозаїк, доцент на кафедрі російської мови та літератури у Філософському факультеті у Пряшеві, член Спілки українських письменників Словаччини.

В селі поховані:
- Юлій Ставровський-Попрадов (1850—1899) — український-русинський народний будитель
- Адольф Добрянський (1817—1901) — публіцист та український-русинський політик